# José Martínez (Politiker)

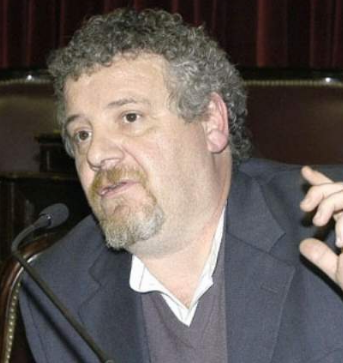
José Martínez, nach 2006

José Martínez (* 29. November 1962 in Córdoba; † 7. Juli 2011) war ein argentinischer Politiker der Afirmación para una República Igualitaria (ARI).

## Leben
Nach der Schulausbildung und der Ausbildung zum Medizintechniker in Córdoba studierte Martínez Betriebswirtschaft an der Universidad Tecnológica Nacional (UTN) in Buenos Aires und schloss diese mit einem Lizenziat ab. 1985 ließ er sich in Río Grande nieder, der größten Stadt der Isla Grande de Tierra del Fuego und engagierte sich bald auch in den Gewerkschaften Asociación de Trabajadores del Estado (ATE) und Central de Trabajadores Argentinos (CTA).
Im Laufe der Zeit wurde er zunächst Direktor des Instituts für Sozialfürsorge (Instituto Provincial de Previsión Social) der südlichsten Provinz Argentiniens, Tierra del Fuego, und schließlich bis 2003 Direktor des daraus hervorgegangenen neuen unabhängigen vereinigten Instituts für soziale Sicherheit (Instituto Provincial Autárquico Unificado de Seguridad Social). Im Jahr 2002 gehörte Martínez neben Fabiana Ríos und anderen zu den Gründern der ARI und wurde 2003 zum Mitglied des Provinzparlaments von Tierra del Fuego gewählt.
2007 wurde er für die bis 2013 dauernde Legislaturperiode zum Mitglied des Senats, des Oberhauses des Argentinischen Nationalkongresses gewählt, und vertrat dort bis zu seinem Tod als Mitglied der ARI die Interessen der Provinz Tierra del Fuego. Bei den Wahlen vom 26. Juni 2011 kandidierte er für die Partei Nuevo Encuentro für das Amt des Gouverneurs der Provinz, unterlag jedoch Martín Sabbatella.
Martínez kam bei einem Verkehrsunfall in der Nähe von Tolhuin ums Leben, nachdem sein Auto mit einem entgegenkommenden Polizeifahrzeug kollidiert war.